# 閻沢溥
閻 沢溥（えん たくふ、1879年 - 没年不詳）は、中華民国の政治家・銀行家・実業家。字は庭瑞。

## 事績
最初は、洮南屯墾局総弁を務めた。後に張作霖の奉天派に属し、吉林黒竜江榷運局局長、奉天塩務局局長、山東賑務督弁を歴任した。
1927年（民国16年）5月31日、閻沢溥は中日実業株式会社取締役に就任した。翌月の6月20日、北京政府の潘復内閣で財政部総長に特任された。なお閻沢溥は、北京政府最後の財政部総長である。他にも全国道勝銀行清理処督弁と税務処督弁署理（代行）を兼任し、翌1928年（民国17年）3月5日には関税自主委員会委員にも特派された。同年6月の張作霖敗北後に、閻も張に随従して奉天に引き返した。その途中、張が関東軍に爆殺されたが（張作霖爆殺事件）閻は難を逃れている。まもなく政界を離れ、実業に専念することになった。
1931年（民国20年）9月に満州事変（九・一八事変）が発生した後に、閻沢溥は奉天入りして辺業銀行総裁に就任した。ところが同年12月3日、関東軍司令官・本庄繁に閻が面会したところ、本庄にその態度を怪しまれて一時的に監禁されてしまった。翌1932年の満州中央銀行成立後に辺業銀行は統合・廃止されたため、有力銀行家としての地位を閻は失った。
ただしその後も、閻沢溥は実業家としての活動を継続しており、前述の中日実業取締役については1935年（康徳2年）5月30日まで在任した。1938年（康徳5年）9月発行の雑誌でも「民間の実業界に隠然重きをなしている」との記述が見受けられ、昭和15年（1940年）刊行の『大衆人事録 第十三版 外地・満支・海外篇』（帝国秘密探偵社）「満洲」26頁でも閻の記述を確認できる。
1940年以降における閻沢溥の最終的な消息は不明である。なお昭和18年（1943年）刊行の『大衆人事録 第十四版 外地・満支・海外篇』においては、閻の記述を確認できない。